# Danh sách di sản văn hóa Tây Ban Nha được quan tâm ở tỉnh Palencia
Danh sách di sản văn hóa Tây Ban Nha được quan tâm ở Palencia (tỉnh).

## Các di sản liên quan đến nhiều thành phố
| Tên                                  | Dạng                  | Địa điểm                                            | Tọa độ | Số hồ sơ tham khảo? | Ngày nhận danh hiệu? | Hình ảnh                                                          |
| ------------------------------------ | --------------------- | --------------------------------------------------- | ------ | ------------------- | -------------------- | ----------------------------------------------------------------- |
| Kênh Castilla                        | Lịch sử và nghệ thuật | Palencia (tỉnh), Valladolid (tỉnh) và Burgos (tỉnh) |        | RI-53-0000397       | 13-06-1991           | Canal de Castilla · Upload image                                  |
| Đường hành hương Santiago Compostela | Lịch sử và nghệ thuật | Municipios del Camino                               |        | RI-53-0000035-00014 | 05-09-1962           | El Camino de Santiago por la provincia de Palencia · Upload image |

## Di tích theo thành phố

### A

#### Abarca de Campos
| Tên                              | Dạng                                                                     | Địa điểm         | Tọa độ                                        | Số hồ sơ tham khảo? | Ngày nhận danh hiệu? | Hình ảnh                                              |
| -------------------------------- | ------------------------------------------------------------------------ | ---------------- | --------------------------------------------- | ------------------- | -------------------- | ----------------------------------------------------- |
| Nhà thờ Parroquial Abarca Campos | Di tích Kiến trúc tôn giáo Kiểu: Nghệ thuật Mudejar Thời gian: Thế kỷ 17 | Abarca de Campos | 42°03′48″B 4°50′26″T / 42,063285°B 4,840562°T | RI-51-0007357       | 16-07-1992           | Iglesia Parroquial de Abarca de Campos · Upload image |

#### Aguilar de Campoo
| Tên                                             | Dạng                 | Địa điểm                                    | Tọa độ                                        | Số hồ sơ tham khảo? | Ngày nhận danh hiệu? | Hình ảnh                                                        |
| ----------------------------------------------- | -------------------- | ------------------------------------------- | --------------------------------------------- | ------------------- | -------------------- | --------------------------------------------------------------- |
| Nhà Rectoral Aguilar Campoo                     | Di tích              | Aguilar de Campoo                           | 42°47′33″B 4°15′38″T / 42,792472°B 4,26055°T  | RI-51-0001077       | 28-03-1933           | Upload image                                                    |
| Tu viện Santa Clara (Aguilar Campoo)            | Di tích              | Aguilar de Campoo                           | 42°47′28″B 4°15′47″T / 42,791086°B 4,263081°T | RI-51-0001194       | 07-04-1993           | Convento de Santa Clara (Aguilar de Campoo) · Upload image      |
| Nhà thờ Santa Cecilia (Aguilar Campoo)          | Di tích              | Aguilar de Campoo                           | 42°47′46″B 4°15′45″T / 42,796094°B 4,262458°T | RI-51-0001457       | 09-10-1963           | Iglesia de Santa Cecilia (Aguilar de Campoo) · Upload image     |
| Monastery of Santa María Real in Aguilar Campoo | Di tích              | Aguilar de Campoo                           | 42°47′45″B 4°16′19″T / 42,795889°B 4,271836°T | RI-51-0000139       | 04-12-1914           | Monasterio de Santa María la Real · Upload image                |
| Cổng Reinosa                                    | Di tích Arco Ojival  | Aguilar de Campoo                           |                                               | RI-51-0000311       | 26-05-1925           | Puerta de Reinosa · Upload image                                |
| Nhà hoang Santa Eulalia (Aguilar Campoo)        | Di tích              | Aguilar de Campoo Barrio de Santa María     | 42°48′38″B 4°22′32″T / 42,810425°B 4,375584°T | RI-51-0001652       | 20-01-1966           | Ermita de Santa Eulalia · Upload image                          |
| Nhà thờ Asunción, Barrio Santa María            | Di tích              | Aguilar de Campoo Barrio de Santa María     | 42°48′47″B 4°22′49″T / 42,813054°B 4,380326°T | RI-51-0007356       | 16-07-1992           | Iglesia de la Asunción, de Barrio de Santa María · Upload image |
| Nhà thờ Parroquial Cabria                       | Di tích              | Aguilar de Campoo Cabria (Palencia)         | 42°48′24″B 4°13′24″T / 42,806744°B 4,22329°T  | RI-51-0008320       | 28-10-1993           | Iglesia Parroquial de Cabria · Upload image                     |
| Nhà hoang San Pedro (Ruinas)                    | Di tích              | Aguilar de Campoo Canduela                  | 42°49′54″B 4°11′40″T / 42,831573°B 4,19444°T  | RI-51-0008653       | 11-11-1993           | Upload image                                                    |
| Villa Aguilar Campoo                            | Khu phức hợp lịch sử | Aguilar de Campoo                           | 42°47′37″B 4°15′36″T / 42,793477°B 4,259999°T | RI-53-0000069       | 20-01-1966           | Villa de Aguilar de Campoo · Upload image                       |
| Nhà thờ San Martín (Aguilar Campoo)             | Di tích              | Aguilar de Campoo Matalbaniega              | 42°50′09″B 4°15′45″T / 42,835758°B 4,262594°T | RI-51-0008321       | 28-10-1993           | Upload image                                                    |
| Nhà thờ San Salvador (Pozancos)                 | Di tích              | Aguilar de Campoo Pozancos (Palencia)       | 42°42′51″B 4°13′38″T / 42,714086°B 4,227185°T | RI-51-0007379       | 28-01-1993           | Upload image                                                    |
| Nhà thờ Parroquial Quintanilla Berzosa          | Di tích              | Aguilar de Campoo Quintanilla de la Berzosa | 42°47′05″B 4°19′52″T / 42,784772°B 4,330986°T | RI-51-0007375       | 18-02-1993           | Iglesia Parroquial de Quintanilla de la Berzosa · Upload image  |
| Tu viện Santa María Mave                        | Di tích              | Aguilar de Campoo Santa María de Mave       | 42°43′23″B 4°16′26″T / 42,723094°B 4,273961°T | RI-51-0000823       | 03-06-1931           | Monasterio de Santa María la Real de Mave · Upload image        |
| Nhà hoang Santa Cecilia                         | Di tích              | Aguilar de Campoo Vallespinoso de Aguilar   | 42°46′28″B 4°22′04″T / 42,774414°B 4,367725°T | RI-51-0001236       | 25-05-1951           | Ermita de Santa Cecilia · Upload image                          |
| Nhà thờ Parroquial Villavega Aguilar            | Di tích              | Aguilar de Campoo Villavega de Aguilar      | 42°51′07″B 4°15′30″T / 42,852042°B 4,258363°T | RI-51-0007376       | 18-02-1993           | Upload image                                                    |
| Monte Cildá (Palencia)                          | Khu khảo cổ          | Aguilar de Campoo Olleros de Pisuerga       | 42°44′56″B 4°16′29″T / 42,748889°B 4,274722°T | RI-55-0000402       | 09-12-1993           | Yacimiento Monte Cilda · Upload image                           |

#### Alar del Rey
| Tên                                                       | Dạng    | Địa điểm                                                 | Tọa độ                                        | Số hồ sơ tham khảo? | Ngày nhận danh hiệu? | Hình ảnh                                                                           |
| --------------------------------------------------------- | ------- | -------------------------------------------------------- | --------------------------------------------- | ------------------- | -------------------- | ---------------------------------------------------------------------------------- |
| Nhà thờ San Vicente (Puebla San Vicente, Becerril Carpio) | Di tích | Alar del Rey Puebla de San Vicente                       | 42°42′50″B 4°17′34″T / 42,713912°B 4,292761°T | RI-51-0007337       | 05-11-1992           | Iglesia de San Vicente (Puebla de San Vicente, Becerril del Carpio) · Upload image |
| Rollo Justicia (Becerril Carpio)                          | Di tích | Alar del Rey Barrio de San Pedro (Becerril del Carpio)   | 42°43′00″B 4°18′24″T / 42,716656°B 4,306599°T | RI-51-0001269       | 12-02-1960           | Rollo de Justicia (Becerril del Carpio) · Upload image                             |
| Nhà thờ San Pedro (Barrio San Pedro, Becerril Carpio)     | Di tích | Alar del Rey Barrio de San Pedro (Becerril del Carpio)   | 42°43′00″B 4°18′23″T / 42,7166°B 4,306278°T   | RI-51-0008249       | 03-06-1993           | Iglesia de San Pedro (Barrio de San Pedro, Becerril del Carpio) · Upload image     |
| Nhà thờ Santa María (Becerril Carpio)                     | Di tích | Alar del Rey Barrio de Santa María (Becerril del Carpio) | 42°42′37″B 4°18′08″T / 42,710404°B 4,302233°T | RI-51-0008250       | 03-06-1993           | Iglesia de Santa María (Becerril del Carpio) · Upload image                        |

#### Alba de Cerrato
| Tên            | Dạng    | Địa điểm        | Tọa độ                                        | Số hồ sơ tham khảo? | Ngày nhận danh hiệu? | Hình ảnh                         |
| -------------- | ------- | --------------- | --------------------------------------------- | ------------------- | -------------------- | -------------------------------- |
| Rollo Justicia | Di tích | Alba de Cerrato | 41°48′46″B 4°21′55″T / 41,812643°B 4,365269°T | RI-51-0001268       | 18-02-1960           | Rollo de Justicia · Upload image |

#### Ampudia
| Tên                             | Dạng                 | Địa điểm                  | Tọa độ                                        | Số hồ sơ tham khảo? | Ngày nhận danh hiệu? | Hình ảnh                                          |
| ------------------------------- | -------------------- | ------------------------- | --------------------------------------------- | ------------------- | -------------------- | ------------------------------------------------- |
| Lâu đài Ampudia                 | Di tích              | Ampudia                   | 41°54′45″B 4°47′00″T / 41,9125°B 4,783333°T   | RI-51-0000816       | 03-06-1931           | Castillo de Ampudia · Upload image                |
| Nhà thờ San Fructuoso (Ampudia) | Di tích              | Ampudia Valoria del Alcor | 41°53′55″B 4°48′17″T / 41,898488°B 4,804765°T | RI-51-0008212       | 15-04-1993           | Iglesia de San Fructuoso (Ampudia) · Upload image |
| Quần thể Histórico Ampudia      | Khu phức hợp lịch sử | Ampudia                   | 41°54′48″B 4°47′06″T / 41,913333°B 4,785°T    | RI-53-0000057       | 25-02-1965           | Conjunto Histórico de Ampudia · Upload image      |

#### Amusco
| Tên                                   | Dạng    | Địa điểm | Tọa độ                                        | Số hồ sơ tham khảo? | Ngày nhận danh hiệu? | Hình ảnh                                                |
| ------------------------------------- | ------- | -------- | --------------------------------------------- | ------------------- | -------------------- | ------------------------------------------------------- |
| Nhà hoang Nuestra Señora Fuentes      | Di tích | Amusco   | 42°10′40″B 4°28′14″T / 42,177875°B 4,47061°T  | RI-51-0001458       | 24-10-1963           | Ermita de Nuestra Señora de las Fuentes · Upload image  |
| Nhà thờ Parroquial San Pedro (Amusco) | Di tích | Amusco   | 42°10′23″B 4°28′12″T / 42,173153°B 4,469957°T | RI-51-0007268       | 23-07-1992           | Iglesia Parroquial de San Pedro (Amusco) · Upload image |

#### Arenillas de San Pelayo
| Tên                                      | Dạng    | Địa điểm                | Tọa độ                                        | Số hồ sơ tham khảo? | Ngày nhận danh hiệu? | Hình ảnh                                                      |
| ---------------------------------------- | ------- | ----------------------- | --------------------------------------------- | ------------------- | -------------------- | ------------------------------------------------------------- |
| Nhà thờ San Pelayo, Arenillas San Pelayo | Di tích | Arenillas de San Pelayo | 42°34′48″B 4°35′34″T / 42,579964°B 4,592897°T | RI-51-0004307       | 01-12-1978           | Iglesia de San Pelayo, Arenillas de San Pelayo · Upload image |

#### Astudillo
| Tên                             | Dạng                 | Địa điểm  | Tọa độ                                        | Số hồ sơ tham khảo? | Ngày nhận danh hiệu? | Hình ảnh                                            |
| ------------------------------- | -------------------- | --------- | --------------------------------------------- | ------------------- | -------------------- | --------------------------------------------------- |
| Delimitación Lâu đài Mota       | Di tích              | Astudillo | 42°11′28″B 4°17′33″T / 42,191048°B 4,292608°T | RI-51-0010932       | 17-02-2005           | Delimitación del Castillo de la Mota · Upload image |
| Tu viện Santa Clara (Astudillo) | Di tích              | Astudillo | 42°11′31″B 4°17′52″T / 42,191911°B 4,297887°T | RI-51-0000818       | 03-06-1931           | Convento de Santa Clara (Astudillo) · Upload image  |
| Casco Histórico Astudillo       | Khu phức hợp lịch sử | Astudillo | 42°11′00″B 4°17′00″T / 42,183333°B 4,283333°T | RI-53-0000467       | 31-08-1995           | Casco Histórico de Astudillo · Upload image         |

#### Autilla del Pino
| Tên                                        | Dạng    | Địa điểm         | Tọa độ                                        | Số hồ sơ tham khảo? | Ngày nhận danh hiệu? | Hình ảnh     |
| ------------------------------------------ | ------- | ---------------- | --------------------------------------------- | ------------------- | -------------------- | ------------ |
| Nhà thờ Parroquial Asunción (Autilla Pino) | Di tích | Autilla del Pino | 41°59′28″B 4°38′02″T / 41,991207°B 4,633968°T | RI-51-0007355       | 16-07-1992           | Upload image |

#### Autillo de Campos
| Tên                                    | Dạng    | Địa điểm          | Tọa độ                                        | Số hồ sơ tham khảo? | Ngày nhận danh hiệu? | Hình ảnh                                |
| -------------------------------------- | ------- | ----------------- | --------------------------------------------- | ------------------- | -------------------- | --------------------------------------- |
| Nhà thờ Santa Eufemia (Autillo Campos) | Di tích | Autillo de Campos | 42°05′17″B 4°49′53″T / 42,088064°B 4,831367°T | RI-51-0004570       | 15-01-1982           | Iglesia de Santa Eufemia · Upload image |

### B

#### Baquerín de Campos
| Tên                       | Dạng    | Địa điểm           | Tọa độ                                        | Số hồ sơ tham khảo? | Ngày nhận danh hiệu? | Hình ảnh                                       |
| ------------------------- | ------- | ------------------ | --------------------------------------------- | ------------------- | -------------------- | ---------------------------------------------- |
| Nhà thờ Santa María Arbis | Di tích | Baquerín de Campos | 42°00′56″B 4°47′01″T / 42,015432°B 4,783539°T | RI-51-0007354       | 16-07-1992           | Iglesia de Santa María de Arbis · Upload image |

#### Barruelo de Santullán
| Tên                                                       | Dạng    | Địa điểm                                                | Tọa độ                                        | Số hồ sơ tham khảo? | Ngày nhận danh hiệu? | Hình ảnh                                                                      |
| --------------------------------------------------------- | ------- | ------------------------------------------------------- | --------------------------------------------- | ------------------- | -------------------- | ----------------------------------------------------------------------------- |
| Nhà thờ San Cornelio và San Cipriano (Barruelo Santullan) | Di tích | Barruelo de Santullan Revilla de Santullán              | 42°53′25″B 4°17′35″T / 42,890382°B 4,293169°T | RI-51-0007380       | 28-01-1993           | Iglesia de San Cornelio y San Cipriano (Barruelo de Santullan) · Upload image |
| Nhà thờ Santa María Real (Cillamayor)                     | Di tích | Barruelo de Santullan Cillamayor                        | 42°51′44″B 4°16′41″T / 42,862342°B 4,278083°T | RI-51-0008660       | 25-11-1993           | Iglesia Parroquial de Santa María la Real · Upload image                      |
| Nhà thờ Santa Marina (Villanueva Tháp)                    | Di tích | Barruelo de Santullán Villanueva de la Torre (Palencia) | 42°52′22″B 4°21′23″T / 42,872678°B 4,35634°T  | RI-51-0008659       | 18-11-1993           | Iglesia Parroquial de Villanueva de la Torre · Upload image                   |

#### Becerril de Campos
| Tên                                     | Dạng                  | Địa điểm           | Tọa độ                                        | Số hồ sơ tham khảo? | Ngày nhận danh hiệu? | Hình ảnh                                                     |
| --------------------------------------- | --------------------- | ------------------ | --------------------------------------------- | ------------------- | -------------------- | ------------------------------------------------------------ |
| Ciudad Becerril Campos                  | Lịch sử và nghệ thuật | Becerril de Campos | 42°06′30″B 4°38′30″T / 42,10833°B 4,64167°T   | RI-53-0000597       | 19-07-2004           | Ciudad de Becerril de Campos · Upload image                  |
| Nhà thờ Santa Eugenia (Becerril Campos) | Di tích               | Becerril de Campos | 42°06′29″B 4°38′25″T / 42,10804°B 4,640384°T  | RI-51-0003851       | 24-07-1970           | Iglesia de Santa Eugenia (Becerril de Campos) · Upload image |
| Nhà thờ Santa María (Becerril Campos)   | Di tích               | Becerril de Campos | 42°06′37″B 4°38′32″T / 42,110154°B 4,642326°T | RI-51-0003902       | 12-04-1973           | Iglesia de Santa María (Becerril de Campos) · Upload image   |

#### Belmonte de Campos
| Tên                     | Dạng    | Địa điểm           | Tọa độ                                        | Số hồ sơ tham khảo? | Ngày nhận danh hiệu? | Hình ảnh                                      |
| ----------------------- | ------- | ------------------ | --------------------------------------------- | ------------------- | -------------------- | --------------------------------------------- |
| Lâu đài Belmonte Campos | Di tích | Belmonte de Campos | 41°56′31″B 4°59′15″T / 41,941896°B 4,987563°T | RI-51-0000817       | 03-06-1931           | Castillo de Belmonte de Campos · Upload image |

#### Boada de Campos
| Tên                               | Dạng    | Địa điểm        | Tọa độ                                     | Số hồ sơ tham khảo? | Ngày nhận danh hiệu? | Hình ảnh                                            |
| --------------------------------- | ------- | --------------- | ------------------------------------------ | ------------------- | -------------------- | --------------------------------------------------- |
| Nhà thờ Parroquial (Boada Campos) | Di tích | Boada de Campos | 41°59′19″B 4°52′37″T / 41,9885°B 4,87688°T | RI-51-0007381       | 28-01-1993           | Iglesia Parroquial (Boada de Campos) · Upload image |

#### Boadilla del Camino
| Tên                                  | Dạng    | Địa điểm            | Tọa độ                                        | Số hồ sơ tham khảo? | Ngày nhận danh hiệu? | Hình ảnh                                                |
| ------------------------------------ | ------- | ------------------- | --------------------------------------------- | ------------------- | -------------------- | ------------------------------------------------------- |
| Rollo Justicia (Boadilla Camino)     | Di tích | Boadilla del Camino | 42°15′30″B 4°20′48″T / 42,258445°B 4,346788°T | RI-51-0001271       | 18-02-1960           | Rollo de Justicia (Boadilla del Camino) · Upload image  |
| Nhà thờ Parroquial (Boadilla camino) | Di tích | Boadilla del Camino | 42°15′30″B 4°20′50″T / 42,258435°B 4,347097°T | RI-51-0004551       | 18-12-1981           | Iglesia Parroquial (Boadilla del camino) · Upload image |

#### Brañosera
| Tên                                   | Dạng    | Địa điểm             | Tọa độ                                        | Số hồ sơ tham khảo? | Ngày nhận danh hiệu? | Hình ảnh     |
| ------------------------------------- | ------- | -------------------- | --------------------------------------------- | ------------------- | -------------------- | ------------ |
| Nhà thờ Santa María Real (Valberzoso) | Di tích | Brañosera Valberzoso | 42°54′59″B 4°14′49″T / 42,916269°B 4,247022°T | RI-51-0007382       | 28-01-1993           | Upload image |

#### Buenavista de Valdavia
| Tên                                                     | Dạng    | Địa điểm                                       | Tọa độ                                        | Số hồ sơ tham khảo? | Ngày nhận danh hiệu? | Hình ảnh                                                                        |
| ------------------------------------------------------- | ------- | ---------------------------------------------- | --------------------------------------------- | ------------------- | -------------------- | ------------------------------------------------------------------------------- |
| Tu viện Premostatense San Pelayo (Arenillas San Pelayo) | Di tích | Buenavista de Valdavia Arenillas de San Pelayo | 42°34′48″B 4°35′36″T / 42,579993°B 4,593211°T | RI-51-0004307       | 01-12-1978           | Monasterio Premostatense de San Pelayo (Arenillas de San Pelayo) · Upload image |

### C

#### Carrión de los Condes
| Tên                                  | Dạng    | Địa điểm              | Tọa độ                                        | Số hồ sơ tham khảo? | Ngày nhận danh hiệu? | Hình ảnh                               |
| ------------------------------------ | ------- | --------------------- | --------------------------------------------- | ------------------- | -------------------- | -------------------------------------- |
| Nhà thờ Santiago (Carrión Condes)    | Di tích | Carrión de los Condes | 42°20′18″B 4°36′12″T / 42,338237°B 4,603466°T | RI-51-0000809       | 03-06-1931           | Iglesia de Santiago · Upload image     |
| Nhà thờ Santa María (Carrión Condes) | Di tích | Carrión de los Condes | 42°20′14″B 4°36′06″T / 42,337349°B 4,601653°T | RI-51-0000810       | 03-06-1931           | Iglesia de Santa María · Upload image  |
| Tu viện San Zoilo                    | Di tích | Carrión de los Condes | 42°20′25″B 4°36′38″T / 42,34014°B 4,61058°T   | RI-51-0000812       | 03-06-1931           | Monasterio de San Zoilo · Upload image |

#### Castrejón de la Peña
| Tên                                          | Dạng    | Địa điểm                                 | Tọa độ                                        | Số hồ sơ tham khảo? | Ngày nhận danh hiệu? | Hình ảnh                                                                |
| -------------------------------------------- | ------- | ---------------------------------------- | --------------------------------------------- | ------------------- | -------------------- | ----------------------------------------------------------------------- |
| Nhà thờ Transfiguración (Castrejón Peña)     | Di tích | Castrejón de la Peña Traspeña de la Peña | 42°49′08″B 4°36′05″T / 42,818912°B 4,601342°T | RI-51-0007373       | 14-01-1993           | Iglesia de la Transfiguración · Upload image                            |
| Nhà thờ Parroquial Asunción (Castrejón Peña) | Di tích | Castrejón de la Peña Pisón de Castrejón  | 42°48′32″B 4°37′23″T / 42,80894°B 4,62293°T   | RI-51-0007392       | 11-02-1993           | Iglesia Parroquial de la Asunción (Castrejón de la Peña) · Upload image |

#### Cervatos de la Cueza
| Tên                                         | Dạng        | Địa điểm                                     | Tọa độ                                        | Số hồ sơ tham khảo? | Ngày nhận danh hiệu? | Hình ảnh                                                       |
| ------------------------------------------- | ----------- | -------------------------------------------- | --------------------------------------------- | ------------------- | -------------------- | -------------------------------------------------------------- |
| Khu vực "villa Romana Tejada"               | Khu khảo cổ | Cervatos de la Cueza Quintanilla de la Cueza | 42°18′12″B 4°48′27″T / 42,303309°B 4,807445°T | RI-55-0000499       | 13-06-1996           | Yacimiento "villa Romana de Tejada" · Upload image             |
| Habitación Nº 2-mosaico Hojas Cuatripétalos | Khu khảo cổ | Cervatos de la Cueza Quintanilla de la Cueza | 42°18′12″B 4°48′27″T / 42,303309°B 4,807445°T | RI-55-0000499-00001 | 13-06-1996           | Habitación Nº 2-mosaico de Hojas Cuatripétalos · Upload image  |
| Habitación Nº3 Mosaico Cuatro Estaciones    | Khu khảo cổ | Cervatos de la Cueza Quintanilla de la Cueza | 42°18′12″B 4°48′27″T / 42,303309°B 4,807445°T | RI-55-0000499-00002 | 13-06-1996           | Habitación Nº3 Mosaico las Cuatro Estaciones · Upload image    |
| Habitación Nº 9 Mosaico Octógonos và Óvalos | Khu khảo cổ | Cervatos de la Cueza Quintanilla de la Cueza | 42°18′12″B 4°48′27″T / 42,303309°B 4,807445°T | RI-55-0000499-00003 | 13-06-1996           | Habitación Nº 9 Mosaico de Octógonos y Óvalos · Upload image   |
| Habitación Nº 12 Mosaico "Ala"              | Khu khảo cổ | Cervatos de la Cueza Quintanilla de la Cueza | 42°18′12″B 4°48′27″T / 42,303309°B 4,807445°T | RI-55-0000499-00004 | 13-06-1996           | Habitación Nº 12 Mosaico del "Ala" · Upload image              |
| Habitación Nº 14 Mosaico Con Nudos Salomón  | Khu khảo cổ | Cervatos de la Cueza Quintanilla de la Cueza | 42°18′12″B 4°48′27″T / 42,303309°B 4,807445°T | RI-55-0000499-00005 | 13-06-1996           | Habitación Nº 14 Mosaico Con Nudos de Salomón · Upload image   |
| Habitación Nº 17 Mosaico Con Svásticas      | Khu khảo cổ | Cervatos de la Cueza Quintanilla de la Cueza | 42°18′12″B 4°48′27″T / 42,303309°B 4,807445°T | RI-55-0000499-00006 | 13-06-1996           | Habitación Nº 17 Mosaico Con las Svásticas · Upload image      |
| Habitación Nº 18 Mosaico Sogueado           | Khu khảo cổ | Cervatos de la Cueza Quintanilla de la Cueza | 42°18′12″B 4°48′27″T / 42,303309°B 4,807445°T | RI-55-0000499-00007 | 13-06-1996           | Habitación Nº 18 Mosaico · Upload image                        |
| Habitación Nº 20 Mosaico Peces              | Khu khảo cổ | Cervatos de la Cueza Quintanilla de la Cueza | 42°18′12″B 4°48′27″T / 42,303309°B 4,807445°T | RI-55-0000499-00008 | 13-06-1996           | Habitación Nº 20 Mosaico de los Peces · Upload image           |
| Habitación Nº 22 Mosaico Neptuno            | Khu khảo cổ | Cervatos de la Cueza Quintanilla de la Cueza | 42°18′12″B 4°48′27″T / 42,303309°B 4,807445°T | RI-55-0000499-00009 | 13-06-1996           | Habitación Nº 22 Mosaico de Neptuno · Upload image             |
| Habitación Nº 23 Mosaico Escamas Imbricadas | Khu khảo cổ | Cervatos de la Cueza Quintanilla de la Cueza | 42°18′12″B 4°48′27″T / 42,303309°B 4,807445°T | RI-55-0000499-00010 | 13-06-1996           | Habitación Nº 23 Mosaico de Escamas Imbricadas · Upload image  |
| Habitación Nº 24 Mosaico Leda, En Forma T   | Khu khảo cổ | Cervatos de la Cueza Quintanilla de la Cueza | 42°18′12″B 4°48′27″T / 42,303309°B 4,807445°T | RI-55-0000499-00011 | 13-06-1996           | Habitación Nº 24 Mosaico de Leda, En Forma de T · Upload image |
| Habitación Nº 25 Mosaico En Damero          | Khu khảo cổ | Cervatos de la Cueza Quintanilla de la Cueza | 42°18′12″B 4°48′27″T / 42,303309°B 4,807445°T | RI-55-0000499-00012 | 13-06-1996           | Habitación Nº 25 Mosaico En Damero · Upload image              |
| Nhà General San Martín                      | Di tích     | Cervatos de la Cueza                         | 42°17′27″B 4°46′01″T / 42,290725°B 4,766967°T | RI-51-0010455       | 13-01-2000           | Casa del General Sanmartín · Upload image                      |

#### Cervera de Pisuerga
| Tên                                                           | Dạng    | Địa điểm                             | Tọa độ                                        | Số hồ sơ tham khảo? | Ngày nhận danh hiệu? | Hình ảnh                                                                                 |
| ------------------------------------------------------------- | ------- | ------------------------------------ | --------------------------------------------- | ------------------- | -------------------- | ---------------------------------------------------------------------------------------- |
| Nhà thờ Santa María Lâu đài (Cervera Pisuerga)                | Di tích | Cervera de Pisuerga                  | 42°51′57″B 4°29′58″T / 42,865794°B 4,499315°T | RI-51-0004292       | 25-08-1978           | Iglesia de Santa María del Castillo (Cervera de Pisuerga) · Upload image                 |
| Nhà thờ Parroquial Nuestra Señora Asunción (Cervera Pisuerga) | Di tích | Cervera de Pisuerga Perazancas       | 42°47′05″B 4°25′18″T / 42,78485°B 4,421645°T  | RI-51-0007349       | 17-12-1992           | Iglesia Parroquial de Nuestra Señora de la Asunción (Cervera de Pisuerga) · Upload image |
| Nhà thờ Parroquial (Cervera Pisuerga)                         | Di tích | Cervera de Pisuerga Cubillo de Ojeda | 42°48′01″B 4°26′06″T / 42,800415°B 4,435002°T | RI-51-0007353       | 23-12-1992           | Upload image                                                                             |
| Nhà hoang San Pelayo (Perazancas)                             | Di tích | Cervera de Pisuerga Perazancas       | 42°46′33″B 4°25′10″T / 42,775763°B 4,419455°T | RI-51-0000822       | 03-06-1931           | Iglesia de San Pelayo (Cervera del Pisuerga) · Upload image                              |

#### Cevico Navero
| Tên                                   | Dạng    | Địa điểm      | Tọa độ                                        | Số hồ sơ tham khảo? | Ngày nhận danh hiệu? | Hình ảnh                                                      |
| ------------------------------------- | ------- | ------------- | --------------------------------------------- | ------------------- | -------------------- | ------------------------------------------------------------- |
| Nhà thờ Parroquial Nuestra Señora Paz | Di tích | Cevico Navero | 41°51′40″B 4°11′02″T / 41,861147°B 4,183902°T | RI-51-0007352       | 17-12-1992           | Iglesia Parroquial de Nuestra Señora de la Paz · Upload image |

#### Cisneros, Palencia
| Tên                                             | Dạng                                            | Địa điểm | Tọa độ                                       | Số hồ sơ tham khảo? | Ngày nhận danh hiệu? | Hình ảnh                                              |
| ----------------------------------------------- | ----------------------------------------------- | -------- | -------------------------------------------- | ------------------- | -------------------- | ----------------------------------------------------- |
| Nhà thờ San Facundo và San Primitivo (Cisneros) | Di tích Kiến trúc tôn giáo Thời gian: Thế kỷ 16 | Cisneros | 42°13′14″B 4°51′24″T / 42,220572°B 4,85671°T | RI-51-0001172       | 05-07-1945           | Iglesia de San Facundo y San Primitivo · Upload image |

#### Cordovilla la Real
| Tên                                              | Dạng    | Địa điểm                                            | Tọa độ                                        | Số hồ sơ tham khảo? | Ngày nhận danh hiệu? | Hình ảnh     |
| ------------------------------------------------ | ------- | --------------------------------------------------- | --------------------------------------------- | ------------------- | -------------------- | ------------ |
| Rollo Justicia (Cordovilla Real) - RI-51-0001272 | Di tích | Cordovilla la Real                                  | 42°04′47″B 4°15′35″T / 42,079791°B 4,259704°T | RI-51-0001272       | 18-02-1960           | Upload image |
| Rollo Justicia (Cordovilla Real) - RI-51-0001276 | Di tích | Cordovilla la Real Dehesa de San Salvador del Moral | 42°06′38″B 4°11′20″T / 42,110529°B 4,18882°T  | RI-51-0001276       | 18-02-1960           | Upload image |
| Puente Cordovilla Real                           | Di tích | Cordovilla la Real                                  | 42°04′42″B 4°15′51″T / 42,078349°B 4,264264°T | RI-51-0004410       | 20-02-1980           | Upload image |

### D

#### Dueñas, Palencia
| Tên                           | Dạng                 | Địa điểm | Tọa độ                                        | Số hồ sơ tham khảo? | Ngày nhận danh hiệu? | Hình ảnh                        |
| ----------------------------- | -------------------- | -------- | --------------------------------------------- | ------------------- | -------------------- | ------------------------------- |
| Ciudad Dueñas                 | Khu phức hợp lịch sử | Dueñas   | 41°52′37″B 4°32′49″T / 41,876944°B 4,546944°T | RI-53-0000087       | 06-07-1967           | Ciudad de Dueñas · Upload image |
| Villa romana Possídica        | Khu khảo cổ          | Dueñas   | 41°54′12″B 4°30′43″T / 41,903419°B 4,512067°T | RI-55-0000255       | 06-06-1991           | Upload image                    |
| Zona Arqueológica "la Huelga" | Khu khảo cổ          | Dueñas   | 41°53′30″B 4°30′58″T / 41,891576°B 4,516032°T | RI-55-0000383       | 18-11-1993           | Upload image                    |

### F

#### Frechilla
| Tên                             | Dạng                                            | Địa điểm  | Tọa độ                                        | Số hồ sơ tham khảo? | Ngày nhận danh hiệu? | Hình ảnh                              |
| ------------------------------- | ----------------------------------------------- | --------- | --------------------------------------------- | ------------------- | -------------------- | ------------------------------------- |
| Nhà thờ Santa María (Frechilla) | Di tích Kiến trúc tôn giáo Thời gian: Thế kỷ 16 | Frechilla | 42°08′13″B 4°50′20″T / 42,136868°B 4,838794°T | RI-51-0008770       | 29-12-1994           | Iglesia de Santa María · Upload image |

#### Frómista
| Tên                                      | Dạng    | Địa điểm | Tọa độ                                        | Số hồ sơ tham khảo? | Ngày nhận danh hiệu? | Hình ảnh                                          |
| ---------------------------------------- | ------- | -------- | --------------------------------------------- | ------------------- | -------------------- | ------------------------------------------------- |
| Nhà hoang Santa María Lâu đài (Frómista) | Di tích | Frómista | 42°16′04″B 4°24′08″T / 42,267834°B 4,40235°T  | RI-51-0001143       | 26-01-1944           | Ermita de Santa María del Castillo · Upload image |
| San Martín Tours Church, Frómista        | Di tích | Frómista | 42°16′00″B 4°24′25″T / 42,266735°B 4,406919°T | RI-51-0000066       | 13-11-1894           | Iglesia de San Martín (Fromista) · Upload image   |

#### Fuentes de Nava
| Tên                                                | Dạng                 | Địa điểm        | Tọa độ                                        | Số hồ sơ tham khảo? | Ngày nhận danh hiệu? | Hình ảnh                                                                |
| -------------------------------------------------- | -------------------- | --------------- | --------------------------------------------- | ------------------- | -------------------- | ----------------------------------------------------------------------- |
| Quần thể Histórico Artístico Ciudad (Fuentes Nava) | Khu phức hợp lịch sử | Fuentes de Nava | 42°04′59″B 4°46′59″T / 42,083056°B 4,783056°T | RI-53-0000642       | 08-11-2007           | Conjunto Histórico Artístico la Ciudad (Fuentes de Nava) · Upload image |
| Nhà thờ Santa María (Fuentes Nava)                 | Di tích              | Fuentes de Nava | 42°04′59″B 4°47′11″T / 42,083111°B 4,786479°T | RI-51-0004282       | 23-06-1978           | Iglesia de Santa María (Fuentes de Nava) · Upload image                 |

#### Fuentes de Valdepero
| Tên               | Dạng    | Địa điểm             | Tọa độ                                        | Số hồ sơ tham khảo? | Ngày nhận danh hiệu? | Hình ảnh                                        |
| ----------------- | ------- | -------------------- | --------------------------------------------- | ------------------- | -------------------- | ----------------------------------------------- |
| Lâu đài Sarmiento | Di tích | Fuentes de Valdepero | 42°04′26″B 4°30′05″T / 42,073785°B 4,501504°T | RI-51-0010474       | 25-08-2005           | Castillo de Fuentes de Valdepero · Upload image |

### G

#### Guardo
| Tên                 | Dạng    | Địa điểm | Tọa độ                                        | Số hồ sơ tham khảo? | Ngày nhận danh hiệu? | Hình ảnh                            |
| ------------------- | ------- | -------- | --------------------------------------------- | ------------------- | -------------------- | ----------------------------------- |
| Nhà Grande (Guardo) | Di tích | Guardo   | 42°47′24″B 4°50′23″T / 42,789984°B 4,839597°T | RI-51-0004303       | 14-11-1978           | Casa Grande (Guardo) · Upload image |

### H

#### Hérmedes de Cerrato
| Tên                                      | Dạng    | Địa điểm            | Tọa độ                                        | Số hồ sơ tham khảo? | Ngày nhận danh hiệu? | Hình ảnh                             |
| ---------------------------------------- | ------- | ------------------- | --------------------------------------------- | ------------------- | -------------------- | ------------------------------------ |
| Nhà hoang Santa María (Hérmedes Cerrato) | Di tích | Hérmedes de Cerrato | 41°49′12″B 4°10′35″T / 41,819919°B 4,176255°T | RI-51-0000808       | 03-06-1931           | Ermita de Santa María · Upload image |

#### Herrera de Pisuerga
| Tên      | Dạng                                                              | Địa điểm            | Tọa độ                                       | Số hồ sơ tham khảo? | Ngày nhận danh hiệu? | Hình ảnh                                         |
| -------- | ----------------------------------------------------------------- | ------------------- | -------------------------------------------- | ------------------- | -------------------- | ------------------------------------------------ |
| Pisoraca | Khu khảo cổ Thời gian: Pre-Roman peoples of the Iberian Peninsula | Herrera de Pisuerga | 42°35′32″B 4°19′47″T / 42,592095°B 4,32986°T | RI-55-0000274       | 22-04-1993           | Yacimiento de Herrera de Pisuegra · Upload image |

#### Herrera de Valdecañas
| Tên                                        | Dạng    | Địa điểm              | Tọa độ                                        | Số hồ sơ tham khảo? | Ngày nhận danh hiệu? | Hình ảnh     |
| ------------------------------------------ | ------- | --------------------- | --------------------------------------------- | ------------------- | -------------------- | ------------ |
| Nhà thờ Santa Cecilia (Herrera Valdecañas) | Di tích | Herrera de Valdecañas | 42°02′54″B 4°11′57″T / 42,048329°B 4,199257°T | RI-51-0001169       | 05-07-1945           | Upload image |

#### Husillos
| Tên                                                | Dạng    | Địa điểm | Tọa độ                                        | Số hồ sơ tham khảo? | Ngày nhận danh hiệu? | Hình ảnh                                                                  |
| -------------------------------------------------- | ------- | -------- | --------------------------------------------- | ------------------- | -------------------- | ------------------------------------------------------------------------- |
| Nhà thờ Santa María và dependencias Antigua Abadía | Di tích | Husillos | 42°05′26″B 4°31′36″T / 42,090619°B 4,526734°T | RI-51-0000820       | 03-06-1931           | Iglesia de Santa María y dependencias de la Antigua Abadía · Upload image |

### I

#### Itero de la Vega
| Tên                         | Dạng    | Địa điểm         | Tọa độ                                        | Số hồ sơ tham khảo? | Ngày nhận danh hiệu? | Hình ảnh                                            |
| --------------------------- | ------- | ---------------- | --------------------------------------------- | ------------------- | -------------------- | --------------------------------------------------- |
| Rollo Justicia (Itero Vega) | Di tích | Itero de la Vega | 42°17′16″B 4°15′27″T / 42,287826°B 4,257498°T | RI-51-0001654       | 09-02-1966           | Rollo de Justicia (Itero de la Vega) · Upload image |

### L

#### La Pernía
| Tên                                             | Dạng    | Địa điểm                            | Tọa độ                                        | Số hồ sơ tham khảo? | Ngày nhận danh hiệu? | Hình ảnh                                                           |
| ----------------------------------------------- | ------- | ----------------------------------- | --------------------------------------------- | ------------------- | -------------------- | ------------------------------------------------------------------ |
| Colegiata San Salvador (San Salvador Cantamuda) | Di tích | La Pernía San Salvador de Cantamuda | 42°57′57″B 4°29′48″T / 42,965897°B 4,496622°T | RI-51-0007390       | 04-02-1993           | Iglesia de San Salvador (San Salvador de Cantamuda) · Upload image |
| Rollo Justicia (Pernia)                         | Di tích | La Pernia San Salvador de Cantamuda | 42°57′54″B 4°29′54″T / 42,964871°B 4,498388°T | RI-51-0001275       | 18-02-1960           | Upload image                                                       |

### M

#### Meneses de Campos
| Tên                          | Dạng                       | Địa điểm          | Tọa độ                                        | Số hồ sơ tham khảo? | Ngày nhận danh hiệu? | Hình ảnh                                           |
| ---------------------------- | -------------------------- | ----------------- | --------------------------------------------- | ------------------- | -------------------- | -------------------------------------------------- |
| Nhà thờ Nuestra Señora Tovar | Di tích Kiến trúc tôn giáo | Meneses de Campos | 41°56′32″B 4°55′10″T / 41,942087°B 4,919345°T | RI-51-0007374       | 18-02-1993           | Iglesia de Nuestra Señora del Tovar · Upload image |

#### Mudá
| Tên                       | Dạng    | Địa điểm | Tọa độ                                        | Số hồ sơ tham khảo? | Ngày nhận danh hiệu? | Hình ảnh                                    |
| ------------------------- | ------- | -------- | --------------------------------------------- | ------------------- | -------------------- | ------------------------------------------- |
| Nhà thờ San Martín (Mudá) | Di tích | Mudá     | 42°52′33″B 4°23′39″T / 42,875956°B 4,3942°T   | RI-51-0007350       | 17-12-1992           | Iglesia de San Martín (Muda) · Upload image |
| Nhà hoangl Oteruelo       | Di tích | Mudá     | 42°52′37″B 4°23′51″T / 42,876923°B 4,397453°T | RI-51-0008281       | 15-07-1993           | Upload image                                |

### N

#### Nogal de las Huertas
| Tên                        | Dạng    | Địa điểm             | Tọa độ                                        | Số hồ sơ tham khảo? | Ngày nhận danh hiệu? | Hình ảnh                                           |
| -------------------------- | ------- | -------------------- | --------------------------------------------- | ------------------- | -------------------- | -------------------------------------------------- |
| San Salvador Nogal Huertas | Di tích | Nogal de las Huertas | 42°23′32″B 4°38′42″T / 42,392308°B 4,645053°T | RI-51-0000813       | 03-06-1931           | Monasterio de San Salvador de Nogal · Upload image |

### O

#### Olmos de Ojeda
| Tên                                                                                      | Dạng    | Địa điểm                                 | Tọa độ                                        | Số hồ sơ tham khảo? | Ngày nhận danh hiệu? | Hình ảnh                                                       |
| ---------------------------------------------------------------------------------------- | ------- | ---------------------------------------- | --------------------------------------------- | ------------------- | -------------------- | -------------------------------------------------------------- |
| Nhà thờ Santa Eufemia Cozuelos (del antiguo Tu viện Santa Eufemia Cozuelos hay Cozollos) | Di tích | Olmos de Ojeda Santa Eufemia de Cozuelos | 42°43′48″B 4°25′25″T / 42,730036°B 4,423714°T | RI-51-0000824       | 03-06-1931           | Iglesia de Santa Eufemia de Cozuelos · Upload image            |
| Nhà thờ San Juan Bautista (Moárves Ojeda)                                                | Di tích | Olmos de Ojeda Moarves de Ojeda          | 42°42′16″B 4°24′43″T / 42,704326°B 4,411826°T | RI-51-0000819       | 03-06-1931           | Iglesia de San Juan Bautista (Moárves de Ojeda) · Upload image |
| Nhà thờ Asunción (Quintanatello Ojeda)                                                   | Di tích | Olmos de Ojeda Quintanatello de Ojeda    | 42°44′06″B 4°27′32″T / 42,734929°B 4,458959°T | RI-51-0007387       | 04-02-1993           | Iglesia de la Asunción (Quintanatello de Ojeda) · Upload image |

#### Osorno, Chile
| Tên            | Dạng        | Địa điểm | Tọa độ                                        | Số hồ sơ tham khảo? | Ngày nhận danh hiệu? | Hình ảnh                                         |
| -------------- | ----------- | -------- | --------------------------------------------- | ------------------- | -------------------- | ------------------------------------------------ |
| Dolmen Velilla | Khu khảo cổ | Osorno   | 42°24′59″B 4°23′28″T / 42,416328°B 4,391191°T | RI-55-0000400       | 27-01-1994           | Yacimiento "Dolmen de la Velilla" · Upload image |

### P

#### Palencia, Tây Ban Nha
| Tên                                     | Dạng                 | Địa điểm                       | Tọa độ                                        | Số hồ sơ tham khảo? | Ngày nhận danh hiệu? | Hình ảnh                                                        |
| --------------------------------------- | -------------------- | ------------------------------ | --------------------------------------------- | ------------------- | -------------------- | --------------------------------------------------------------- |
| Lưu trữ lịch sử Provincial Palencia     | Lưu trữ              | Palencia C/ Niños del Coro, 4  | 42°00′48″B 4°32′09″T / 42,013304°B 4,535961°T | RI-AR-0000041       | 10-11-1997           | Archivo Histórico Provincial de Palencia · Upload image         |
| Thư viện Pública Palencia               | Thư viện             | Palencia Calle Eduardo Dato, 4 | 42°00′48″B 4°32′05″T / 42,01336°B 4,534806°T  | RI-BI-0000024       | 25-06-1985           | Biblioteca Pública del Estado (Palencia) · Upload image         |
| Kênh Castilla                           | Khu phức hợp lịch sử | Palencia                       | 42°00′28″B 4°32′23″T / 42,007901°B 4,539737°T | RI-53-0000397       | 13-06-1991           | Canal de Castilla · Upload image                                |
| Puentecillas                            | Di tích              | Palencia                       | 42°00′37″B 4°32′22″T / 42,010148°B 4,539575°T | RI-51-0011567       | 30-09-2008           | Puentecillas · Upload image                                     |
| Nhà thờ Nuestra Señora Calle            | Di tích              | Palencia                       | 42°00′34″B 4°32′04″T / 42,009506°B 4,534339°T | RI-51-0004614       | 05-03-1982           | Iglesia de Nuestra Señora de la Calle · Upload image            |
| Nhà hoang San Juan Bautista (Palencia)  | Di tích              | Palencia                       | 42°00′29″B 4°31′28″T / 42,007992°B 4,524432°T | RI-51-0004542       | 27-11-1981           | Iglesia de San Juan Bautista · Upload image                     |
| Nhà thờ chính tòa Palencia              | Di tích Catedral     | Palencia                       | 42°00′40″B 4°32′14″T / 42,011121°B 4,537354°T | RI-51-0000340       | 02-11-1929           | Catedral de San Antolin · Upload image                          |
| Tu viện San Pablo (Palencia)            | Di tích              | Palencia                       | 42°00′51″B 4°32′11″T / 42,014229°B 4,536284°T | RI-51-0000806       | 03-06-1931           | Convento de San Pablo (Palencia) · Upload image                 |
| Nhà thờ San Miguel (Palencia)           | Di tích              | Palencia                       | 42°00′28″B 4°32′04″T / 42,007804°B 4,534454°T | RI-51-0000807       | 03-06-1931           | Iglesia Parroquial de San Miguel (Palencia) · Upload image      |
| Fachada Nhà thờ Conventual San Bernardo | Di tích              | Palencia                       | 42°00′28″B 4°31′53″T / 42,00769°B 4,531477°T  | RI-51-0001112       | 26-09-1941           | Fachada de la Iglesia Conventual de San Bernardo · Upload image |
| Bảo tàng Khảo cổ Palencia               | Di tích              | Palencia                       | 42°00′33″B 4°32′08″T / 42,009303°B 4,535461°T | RI-51-0001393-00001 | 01-03-1962           | Museo Arqueológico de Palencia · Upload image                   |
| Nhà thờ San Francisco (Palencia)        | Di tích              | Palencia                       | 42°00′41″B 4°31′56″T / 42,011379°B 4,532312°T | RI-51-0007351       | 17-12-1992           | Iglesia de San Francisco (Palencia) · Upload image              |
| Escuela Barrio Puebla                   | Di tích              | Palencia                       | 42°00′23″B 4°31′46″T / 42,006493°B 4,52938°T  | RI-51-0010186       | 25-09-1998           | Colegio Público "Modesto Lafuente" · Upload image               |
| Colegio Villandrando                    | Di tích              | Palencia                       | 42°00′40″B 4°32′01″T / 42,011108°B 4,533636°T | RI-51-0010195       | 25-09-1998           | Colegio de Villandrando · Upload image                          |
| Cung điện Aguado Pardo Nhà Junco        | Di tích              | Palencia                       | 42°00′41″B 4°32′01″T / 42,011306°B 4,533489°T | RI-51-0010221       | 30-12-1998           | Palacio de los Aguado Pardo Casa de los Junco · Upload image    |

#### Palenzuela
| Tên                                                | Dạng                 | Địa điểm   | Tọa độ                                       | Số hồ sơ tham khảo? | Ngày nhận danh hiệu? | Hình ảnh                                    |
| -------------------------------------------------- | -------------------- | ---------- | -------------------------------------------- | ------------------- | -------------------- | ------------------------------------------- |
| Recinto Urbano Palenzuela                          | Khu phức hợp lịch sử | Palenzuela | 42°05′44″B 4°07′49″T / 42,09548°B 4,13017°T  | RI-53-0000077       | 23-07-1966           | Recinto Urbano de Palenzuela · Upload image |
| Khu vực Khảo cổ "Castro và Nghĩa địa Celtibéricos" | Khu khảo cổ          | Palenzuela | 42°05′58″B 4°07′54″T / 42,09956°B 4,131528°T | RI-55-0000259       | 17-06-1992           | Upload image                                |

#### Páramo de Boedo
| Tên                                 | Dạng    | Địa điểm                          | Tọa độ                                        | Số hồ sơ tham khảo? | Ngày nhận danh hiệu? | Hình ảnh                                               |
| ----------------------------------- | ------- | --------------------------------- | --------------------------------------------- | ------------------- | -------------------- | ------------------------------------------------------ |
| Nhà thờ San Lorenzo (Zorita Páramo) | Di tích | Páramo de Boedo Zorita del Páramo | 42°36′13″B 4°21′34″T / 42,603681°B 4,359353°T | RI-51-0001651       | 20-01-1966           | Iglesia Parroquial de Zorita del Páramo · Upload image |

#### Paredes de Nava
| Tên                            | Dạng    | Địa điểm        | Tọa độ                                        | Số hồ sơ tham khảo? | Ngày nhận danh hiệu? | Hình ảnh                                            |
| ------------------------------ | ------- | --------------- | --------------------------------------------- | ------------------- | -------------------- | --------------------------------------------------- |
| Bảo tàng Nhà thờ Santa Eulalia | Di tích | Paredes de Nava | 42°09′10″B 4°41′38″T / 42,152878°B 4,694022°T | RI-51-0001393-00002 | 03-11-1981           | Museo de la Iglesia de Santa Eulalia · Upload image |

#### Pedrosa de la Vega
| Tên                                | Dạng        | Địa điểm                                     | Tọa độ                                        | Số hồ sơ tham khảo? | Ngày nhận danh hiệu? | Hình ảnh                                              |
| ---------------------------------- | ----------- | -------------------------------------------- | --------------------------------------------- | ------------------- | -------------------- | ----------------------------------------------------- |
| Olmeda                             | Khu khảo cổ | Pedrosa de la Vega Villa romana de La Olmeda | 42°28′54″B 4°44′12″T / 42,481672°B 4,736699°T | RI-55-0000451       | 03-04-1996           | La Olmeda · Upload image                              |
| Habitación Nº 1-mosaico Aquiles    | Khu khảo cổ | Pedrosa de la Vega Villa romana de La Olmeda | 42°28′54″B 4°44′12″T / 42,481672°B 4,736699°T | RI-55-0000451-00001 | 03-04-1996           | Habitación Nº 1-mosaico de Aquiles · Upload image     |
| Habitación Nº 1- Mosaico Cacería   | Khu khảo cổ | Pedrosa de la Vega Villa romana de La Olmeda | 42°28′54″B 4°44′12″T / 42,481672°B 4,736699°T | RI-55-0000451-00002 | 03-04-1996           | Habitación Nº 1- Mosaico de la Cacería · Upload image |
| Habitación Nº 1- Cenefa Geométrica | Khu khảo cổ | Pedrosa de la Vega Villa romana de La Olmeda | 42°28′54″B 4°44′12″T / 42,481672°B 4,736699°T | RI-55-0000451-00003 | 03-04-1996           | Habitación Nº 1- Cenefa Geométrica · Upload image     |
| Habitación Nº 2                    | Khu khảo cổ | Pedrosa de la Vega Villa romana de La Olmeda | 42°28′54″B 4°44′12″T / 42,481672°B 4,736699°T | RI-55-0000451-00004 | 03-04-1996           | Habitación Nº 2 · Upload image                        |
| Habitación Nº 3                    | Khu khảo cổ | Pedrosa de la Vega Villa romana de La Olmeda | 42°28′54″B 4°44′12″T / 42,481672°B 4,736699°T | RI-55-0000451-00005 | 03-04-1996           | Habitación Nº 3 · Upload image                        |
| Habitación Nº 4                    | Khu khảo cổ | Pedrosa de la Vega Villa romana de La Olmeda | 42°28′54″B 4°44′12″T / 42,481672°B 4,736699°T | RI-55-0000451-00006 | 03-04-1996           | Habitación Nº 4 · Upload image                        |
| Habitación Nº 10                   | Khu khảo cổ | Pedrosa de la Vega Villa romana de La Olmeda | 42°28′54″B 4°44′12″T / 42,481672°B 4,736699°T | RI-55-0000451-00007 | 03-04-1996           | Habitación Nº 10 · Upload image                       |
| Habitación Nº 11- Exedra           | Khu khảo cổ | Pedrosa de la Vega Villa romana de La Olmeda | 42°28′54″B 4°44′12″T / 42,481672°B 4,736699°T | RI-55-0000451-00008 | 03-04-1996           | Habitación Nº 11- Exedra · Upload image               |
| Habitación Nº 12                   | Khu khảo cổ | Pedrosa de la Vega Villa romana de La Olmeda | 42°28′54″B 4°44′12″T / 42,481672°B 4,736699°T | RI-55-0000451-00009 | 03-04-1996           | Upload image                                          |
| Habitación Nº 20                   | Khu khảo cổ | Pedrosa de la Vega Villa romana de La Olmeda | 42°28′54″B 4°44′12″T / 42,481672°B 4,736699°T | RI-55-0000451-00010 | 03-04-1996           | Habitación Nº 20 · Upload image                       |
| Habitación Nº 25                   | Khu khảo cổ | Pedrosa de la Vega Villa romana de La Olmeda | 42°28′54″B 4°44′12″T / 42,481672°B 4,736699°T | RI-55-0000451-00011 | 03-04-1996           | Habitación Nº 25 · Upload image                       |
| Habitación Nº 29- Triclinio        | Khu khảo cổ | Pedrosa de la Vega Villa romana de La Olmeda | 42°28′54″B 4°44′12″T / 42,481672°B 4,736699°T | RI-55-0000451-00012 | 03-04-1996           | Habitación Nº 29- Triclinio · Upload image            |
| Galería Norte Peristilo            | Khu khảo cổ | Pedrosa de la Vega Villa romana de La Olmeda | 42°28′54″B 4°44′12″T / 42,481672°B 4,736699°T | RI-55-0000451-00013 | 03-04-1996           | Galería Norte del Peristilo · Upload image            |
| Galería Oeste Peristilo            | Khu khảo cổ | Pedrosa de la Vega Villa romana de La Olmeda | 42°28′54″B 4°44′12″T / 42,481672°B 4,736699°T | RI-55-0000451-00014 | 03-04-1996           | Galería Oeste del Peristilo · Upload image            |

#### Pomar de Valdivia
| Tên                                          | Dạng        | Địa điểm                                    | Tọa độ                                        | Số hồ sơ tham khảo? | Ngày nhận danh hiệu? | Hình ảnh                                                          |
| -------------------------------------------- | ----------- | ------------------------------------------- | --------------------------------------------- | ------------------- | -------------------- | ----------------------------------------------------------------- |
| Monte Bernorio                               | Khu khảo cổ | Pomar de Valdivia Villarén de Valdivia      | 42°47′38″B 4°11′34″T / 42,793889°B 4,192778°T | RI-55-0000242       | 28-05-1992           | Khu khảo cổ Monte Bernorio · Upload image                         |
| Nhà thờ San Miguel (Rebolledo Inera)         | Di tích     | Pomar de Valdivia Rebolledo de la Inera     | 42°45′49″B 4°11′59″T / 42,763611°B 4,199722°T | RI-51-0007389       | 04-02-1993           | Upload image                                                      |
| Zona Arqueológica " Cañón Horadada"          | Khu khảo cổ | Pomar de Valdivia Villaescusa de las Torres | 42°44′53″B 4°16′19″T / 42,748147°B 4,272058°T | RI-55-0000415       | 30-12-1993           | Khu khảo cổ "El Cañón de la Horadada" · Upload image              |
| Nhà thờ Parroquial (Pomar Valdivia)          | Di tích     | Pomar de Valdivia                           | 42°46′29″B 4°10′04″T / 42,774598°B 4,167822°T | RI-51-0007391       | 11-02-1993           | Upload image                                                      |
| Nhà thờ Parroquial Santiago (Pomar Valdivia) | Di tích     | Pomar de Valdivia Cezura                    | 42°48′49″B 4°10′24″T / 42,813663°B 4,173465°T | RI-51-0008248       | 03-06-1993           | Iglesia Parroquial de Santiago (Pomar de Valdivia) · Upload image |

### R

#### Renedo de la Vega
| Tên                          | Dạng    | Địa điểm          | Tọa độ                                            | Số hồ sơ tham khảo? | Ngày nhận danh hiệu? | Hình ảnh                                             |
| ---------------------------- | ------- | ----------------- | ------------------------------------------------- | ------------------- | -------------------- | ---------------------------------------------------- |
| Tu viện Santa María Vega     | Di tích | Renedo de la Vega | 42°25′42″B 4°40′54″T / 42,428361°B 4,68155°T      | RI-51-0000825       | 03-06-1931           | Monasterio de Santa María de la Vega · Upload image  |
| Rollo Justicia (Renedo Vega) | Di tích | Renedo de la Vega | 42°27′05″B 4°41′52″T / 42,45147843°B 4,69771743°T | RI-51-0001274       | 18-02-1960           | Rollo de Justicia (Renedo de la Vega) · Upload image |

#### Ribas de Campos
| Tên                      | Dạng                                                                                            | Địa điểm        | Tọa độ                                   | Số hồ sơ tham khảo? | Ngày nhận danh hiệu? | Hình ảnh                                            |
| ------------------------ | ----------------------------------------------------------------------------------------------- | --------------- | ---------------------------------------- | ------------------- | -------------------- | --------------------------------------------------- |
| Tu viện Santa Cruz Ribas | Di tích Kiến trúc tôn giáo Kiểu: Kiến trúc Gothic, Cistercian architecture Thời gian: Thế kỷ 12 | Ribas de Campos | 42°08′35″B 4°30′00″T / 42,143056°B 4,5°T | RI-51-0000811       | 03-06-1931           | Monasterio de Santa Cruz de la Zarza · Upload image |

### S

#### Saldaña, Palencia
| Tên                        | Dạng                                                              | Địa điểm | Tọa độ                                        | Số hồ sơ tham khảo? | Ngày nhận danh hiệu? | Hình ảnh                                           |
| -------------------------- | ----------------------------------------------------------------- | -------- | --------------------------------------------- | ------------------- | -------------------- | -------------------------------------------------- |
| Lâu đài Condes Saldaña     | Di tích Kiến trúc phòng thủ Kiến trúc: Romániço, Kiến trúc Gothic | Saldaña  | 42°31′37″B 4°44′12″T / 42,526944°B 4,736667°T | n/d                 | 22-04-1949           | Castillo de los Condes de Saldaña · Upload image   |
| Quảng trường Vieja Saldaña | Khu phức hợp lịch sử Thời gian: Thế kỷ 10 đến Thế kỷ 18           | Saldaña  | 42°31′23″B 4°44′11″T / 42,523025°B 4,73646°T  | RI-53-0000492       | 30-05-1996           | Plaza Vieja de Saldaña y su Entorno · Upload image |

#### San Cebrián de Campos
| Tên                                  | Dạng                       | Địa điểm              | Tọa độ                                        | Số hồ sơ tham khảo? | Ngày nhận danh hiệu? | Hình ảnh                                              |
| ------------------------------------ | -------------------------- | --------------------- | --------------------------------------------- | ------------------- | -------------------- | ----------------------------------------------------- |
| Nhà thờ San Cornelio và San Cipriano | Di tích Kiến trúc tôn giáo | San Cebrián de Campos | 42°12′04″B 4°31′50″T / 42,201135°B 4,530671°T | RI-51-0008998       | 03-11-1994           | Iglesia de San Cornelio y San Cipriano · Upload image |

#### San Cebrián de Mudá
| Tên                                                                | Dạng    | Địa điểm            | Tọa độ                                        | Số hồ sơ tham khảo? | Ngày nhận danh hiệu? | Hình ảnh                                                                               |
| ------------------------------------------------------------------ | ------- | ------------------- | --------------------------------------------- | ------------------- | -------------------- | -------------------------------------------------------------------------------------- |
| Nhà thờ Parroquial San Cornelio và San Cipriano (San Cebrián Muda) | Di tích | San Cebrián de Mudá | 42°53′31″B 4°23′10″T / 42,891876°B 4,386122°T | RI-51-0007388       | 04-02-1993           | Iglesia Parroquial de San Cornelio y San Cipriano (San Cebrián de Muda) · Upload image |

#### Santa Cruz de Boedo
| Tên                                   | Dạng    | Địa điểm                            | Tọa độ                                        | Số hồ sơ tham khảo? | Ngày nhận danh hiệu? | Hình ảnh                                                   |
| ------------------------------------- | ------- | ----------------------------------- | --------------------------------------------- | ------------------- | -------------------- | ---------------------------------------------------------- |
| Nhà thờ San Martín (Santa Cruz Boedo) | Di tích | Santa Cruz de Boedo Hijosa de Boedo | 42°29′57″B 4°19′08″T / 42,499219°B 4,318927°T | RI-51-0006988       | 05-05-1994           | Iglesia de San Martín (Santa Cruz de Boedo) · Upload image |

#### Santibáñez de Ecla
| Tên                              | Dạng    | Địa điểm                                | Tọa độ                                        | Số hồ sơ tham khảo? | Ngày nhận danh hiệu? | Hình ảnh                                          |
| -------------------------------- | ------- | --------------------------------------- | --------------------------------------------- | ------------------- | -------------------- | ------------------------------------------------- |
| Tu viện San Andrés Arroyo        | Di tích | Santibáñez de Ecla San Andrés de Arroyo | 42°42′09″B 4°22′57″T / 42,702409°B 4,382625°T | RI-51-0000821       | 03-06-1931           | Monasterio de San Andrés de Arroyo · Upload image |
| Rollo Justicia (Santibañez Ecla) | Di tích | Santibáñez de Ecla San Andrés de Arroyo | 42°42′02″B 4°22′57″T / 42,700593°B 4,382454°T | RI-51-0001270       | 18-02-1960           | Upload image                                      |

#### Santoyo
| Tên                       | Dạng                       | Địa điểm | Tọa độ                                        | Số hồ sơ tham khảo? | Ngày nhận danh hiệu? | Hình ảnh                                    |
| ------------------------- | -------------------------- | -------- | --------------------------------------------- | ------------------- | -------------------- | ------------------------------------------- |
| Nhà thờ San Juan Bautista | Di tích Kiến trúc tôn giáo | Santoyo  | 42°12′53″B 4°20′34″T / 42,214836°B 4,34282°T  | RI-51-0004291       | 25-08-1978           | Iglesia de San Juan Bautista · Upload image |
| Rollo Justicia (Santoyo)  | Di tích                    | Santoyo  | 42°12′52″B 4°20′34″T / 42,214448°B 4,342816°T | RI-51-0001277       | 18-02-1960           | Rollo de Justicia (Santoyo) · Upload image  |

### T

#### Támara de Campos
| Tên                                       | Dạng | Địa điểm         | Tọa độ                                        | Số hồ sơ tham khảo? | Ngày nhận danh hiệu? | Hình ảnh                                       |
| ----------------------------------------- | --- | ---------------- | --------------------------------------------- | ------------------- | -------------------- | ---------------------------------------------- |
| Támara Campos                             | Lịch sử và nghệ thuật | Támara de Campos | 42°12′11″B 4°23′37″T / 42,203083°B 4,393652°T | RI-53-0000493       | 12-03-1998           | Támara de Campos · Upload image                |
| Nhà thờ San Hipólito Real (Támara Campos) | Di tích Kiến trúc tôn giáo Kiến trúc: Kiến trúc Gothic, Kiến trúc Phục Hưng và Baroque Thời gian: Thế kỷ 14 đến Thế kỷ 18 | Támara de Campos | 42°12′12″B 4°23′34″T / 42,203302°B 4,39281°T  | RI-51-0000815       | 03-06-1931           | Iglesia de San Hipólito el Real · Upload image |

#### Torremormojón
| Tên                                           | Dạng    | Địa điểm      | Tọa độ                                        | Số hồ sơ tham khảo? | Ngày nhận danh hiệu? | Hình ảnh                                              |
| --------------------------------------------- | ------- | ------------- | --------------------------------------------- | ------------------- | -------------------- | ----------------------------------------------------- |
| Castle of Thápmormojón                        | Di tích | Torremormojón | 41°57′33″B 4°46′20″T / 41,959067°B 4,772285°T | RI-51-0000023       | 06-09-1878           | Castillo de Torremormojón · Upload image              |
| Nhà thờ Nuestra Señora Lâu đài (Thápmormojón) | Di tích | Torremormojón | 41°57′41″B 4°46′38″T / 41,961493°B 4,777305°T | RI-51-0004511       | 24-07-1981           | Iglesia de Nuestra Señora del Castillo · Upload image |

### V

#### Valdeolmillos
| Tên                                                  | Dạng    | Địa điểm      | Tọa độ                                        | Số hồ sơ tham khảo? | Ngày nhận danh hiệu? | Hình ảnh     |
| ---------------------------------------------------- | ------- | ------------- | --------------------------------------------- | ------------------- | -------------------- | ------------ |
| Nhà thờ Parroquial San Juan Bautista (Valdeolmillos) | Di tích | Valdeolmillos | 42°02′28″B 4°24′00″T / 42,041246°B 4,399988°T | RI-51-0004625       | 02-04-1982           | Upload image |

#### Velilla del Río Carrión
| Tên               | Dạng    | Địa điểm                | Tọa độ                                        | Số hồ sơ tham khảo? | Ngày nhận danh hiệu? | Hình ảnh                                                                        |
| ----------------- | ------- | ----------------------- | --------------------------------------------- | ------------------- | -------------------- | ------------------------------------------------------------------------------- |
| Fuentes Tamáricas | Di tích | Velilla del Río Carrión | 42°49′24″B 4°50′45″T / 42,823333°B 4,845833°T | RI-51-0001284       | 09-05-1961           | Fuente de la Reana, Ermita de San Juan con su huerta y la Senara · Upload image |

#### Venta de Baños
| Tên                                        | Dạng    | Địa điểm       | Tọa độ                                        | Số hồ sơ tham khảo? | Ngày nhận danh hiệu? | Hình ảnh                                     |
| ------------------------------------------ | ------- | -------------- | --------------------------------------------- | ------------------- | -------------------- | -------------------------------------------- |
| Church of San Juan Bautista, Baños Cerrato | Di tích | Venta de Baños | 41°55′15″B 4°28′21″T / 41,920839°B 4,472389°T | RI-51-0000076       | 26-02-1897           | Basilica de San Juan Bautista · Upload image |
| Fuente Contigua a Ermita                   | Di tích | Venta de Baños | 41°55′14″B 4°28′21″T / 41,920429°B 4,472552°T | RI-51-0001653       | 08-02-1966           | Fuente Contigua a la Ermita · Upload image   |

#### Vertavillo
| Tên                         | Dạng    | Địa điểm   | Tọa độ                                       | Số hồ sơ tham khảo? | Ngày nhận danh hiệu? | Hình ảnh     |
| --------------------------- | ------- | ---------- | -------------------------------------------- | ------------------- | -------------------- | ------------ |
| Rollo Justicia (Vertavillo) | Di tích | Vertavillo | 41°49′54″B 4°19′37″T / 41,831698°B 4,32687°T | RI-51-0001273       | 18-02-1960           | Upload image |

#### Villaconancio
| Tên                                            | Dạng    | Địa điểm      | Tọa độ                                        | Số hồ sơ tham khảo? | Ngày nhận danh hiệu? | Hình ảnh     |
| ---------------------------------------------- | ------- | ------------- | --------------------------------------------- | ------------------- | -------------------- | ------------ |
| Nhà thờ Nuestra Señora Lâu đài (Villaconancio) | Di tích | Villaconancio | 41°52′18″B 4°13′26″T / 41,871774°B 4,223847°T | RI-51-0001218       | 11-11-1949           | Upload image |

#### Villada
| Tên                             | Dạng    | Địa điểm | Tọa độ                                        | Số hồ sơ tham khảo? | Ngày nhận danh hiệu? | Hình ảnh                                          |
| ------------------------------- | ------- | -------- | --------------------------------------------- | ------------------- | -------------------- | ------------------------------------------------- |
| Nhà thờ San Fructuoso (Villada) | Di tích | Villada  | 42°15′18″B 4°57′59″T / 42,254935°B 4,966273°T | RI-51-0004872       | 04-05-1983           | Iglesia de San Fructuoso (Villada) · Upload image |

#### Villalcázar de Sirga
| Tên                                    | Dạng    | Địa điểm             | Tọa độ                                        | Số hồ sơ tham khảo? | Ngày nhận danh hiệu? | Hình ảnh                                                          |
| -------------------------------------- | ------- | -------------------- | --------------------------------------------- | ------------------- | -------------------- | ----------------------------------------------------------------- |
| Entorno Protección Nhà thờ Santa María | Di tích | Villalcázar de Sirga | 42°19′00″B 4°32′33″T / 42,316802°B 4,542464°T | RI-51-0000174       | 06-12-1919           | Entorno de Protección de la Iglesia de Santa María · Upload image |

#### Villamediana
| Tên                              | Dạng    | Địa điểm     | Tọa độ                                        | Số hồ sơ tham khảo? | Ngày nhận danh hiệu? | Hình ảnh     |
| -------------------------------- | ------- | ------------ | --------------------------------------------- | ------------------- | -------------------- | ------------ |
| Nhà thờ Parroquial Santa Columba | Di tích | Villamediana | 42°25′35″B 4°25′10″T / 42,426513°B 4,419514°T | RI-51-0004701       | 24-09-1982           | Upload image |

#### Villamuriel de Cerrato
| Tên                                           | Dạng    | Địa điểm                           | Tọa độ                                        | Số hồ sơ tham khảo? | Ngày nhận danh hiệu? | Hình ảnh                                                                   |
| --------------------------------------------- | ------- | ---------------------------------- | --------------------------------------------- | ------------------- | -------------------- | -------------------------------------------------------------------------- |
| Nhà thờ Santa María Mayor Villamuriel Cerrato | Di tích | Villamuriel de Cerrato             | 41°56′52″B 4°30′55″T / 41,947861°B 4,515314°T | RI-51-0000814       | 03-06-1931           | Iglesia de Santa María la Mayor de Villamuriel de Cerrato · Upload image   |
| Real Tu viện Consolación (Calabazanos)        | Di tích | Villamuriel de Cerrato Calabazanos | 41°56′32″B 4°30′18″T / 41,942222°B 4,505°T    | RI-51-0004331       | 02-02-1979           | Monasterio de Santa Clara o de la Consilación (Calabazanos) · Upload image |

#### Villaumbrales
| Tên                              | Dạng    | Địa điểm      | Tọa độ                                        | Số hồ sơ tham khảo? | Ngày nhận danh hiệu? | Hình ảnh                                           |
| -------------------------------- | ------- | ------------- | --------------------------------------------- | ------------------- | -------------------- | -------------------------------------------------- |
| Nhà thờ San Juan (Villaumbrales) | Di tích | Villaumbrales | 42°05′21″B 4°36′47″T / 42,089093°B 4,612965°T | RI-51-0009059       | 21-12-1995           | Iglesia de San Juan (Villaumbrales) · Upload image |